# Hwange FC
Hwange Colliery Football Club w skrócie Hwange FC – zimbabwejski klub piłkarski grający w pierwszej lidze zimbabwejskiej, mający siedzibę w mieście Hwange.

## Sukcesy
- Puchar Zimbabwe[1]:
  - zwycięstwo (3): 1970, 1973, 1991.

## Występy w afrykańskich pucharach
| Sezon | Rozgrywki                 | Runda   | Kraj     | Klub                        | Dom | Wyjazd | Dwumecz |
| ----- | ------------------------- | ------- | -------- | --------------------------- | --- | ------ | ------- |
| 1992  | Puchar Zdobywców Pucharów | 1       | Tanzania | Railways SC                 | –   | –      | –       |
| 2005  | Puchar Konfederacji       | wstępna | Mozambik | Clube Ferroviário de Maputo | –   | –      | –       |
| 2012  | Puchar Konfederacji       | 1       |          | Jamhuri FC                  | 4–1 | 3–0    | 7–1     |
| 2012  | Puchar Konfederacji       | 2       | Sudan    | Alamal SC Atbara            | 1–1 | 0–0    | 1–1     |

## Stadion
Domowe mecze klub rozgrywa na stadionie o nazwie Colliery Stadium w Hwange, który może pomieścić 15000 widzów.